# Hexanoil-klorid
A hexanoil-klorid hat szénatomos, egyenes láncú savklorid, a szerves kémiai szintézisekben reagensként használják.

## Fordítás
Ez a szócikk részben vagy egészben  a   Hexanoyl chloride című angol Wikipédia-szócikk ezen változatának fordításán alapul.  Az eredeti cikk szerkesztőit annak laptörténete sorolja fel. Ez a jelzés csupán a megfogalmazás eredetét és a szerzői jogokat jelzi, nem szolgál a cikkben szereplő információk forrásmegjelöléseként.